# Jarle Ødegaard
Jarle Ødegaard (9 marzo 1959) è un ex calciatore norvegese, di ruolo difensore.

## Carriera

### Club
Ødegaard giocò per lo Start dal 1979 al 1985, vincendo il campionato 1980. Nel 1986 passò al Vålerengen, debuttando con questa maglia in data 27 aprile: fu titolare nel successo per 1-3 sul campo dello Strømmen. Dal 1987 al 1988, fu in forza all'Aalesund.

### Nazionale
Conta una presenza per la Norvegia. Esordì il 19 maggio 1983, subentrando a Kjell Iversen nel pareggio per 2-2 contro la Danimarca.

## Palmarès

### Club

#### Competizioni nazionali
- Campionato norvegese: 1

Start: 1980